# Nugammalt
Nugammalt är ett svenskt tv-program av Mexiko Media med premiär 8 april 2013 på Kanal 5.
I programmet, som hade arbetsnamnet "Sveriges viktigaste ögonblick", radar Filip & Fredrik upp 77 händelser som format dagens Sverige. Programmet hade ursprungligen ambitionen att bli ett slags "folkbildnings-tv" och skulle göras i samarbete med Lunds universitet med Lundaprofessorer som experter. Serien skulle därför ha vissa likheter med duons tidigare program Boston Tea Party, vars idé i sin tur påminner om det klassiska SVT-programmet Fråga Lund.
De 77 händelserna i säsong 1 är uppdelade på tio program och tio olika kategorier. Det är händelser från både tidig och modern historia, såsom introduktionen av potatis, Dackefejden, p-pillret, mordet på Olof Palme och öppningen av Sveriges första pizzeria. Herman Lindqvist medverkar i alla program och med hjälp av experter, fakta, arkivmaterial diskuteras händelserna. Bland gästerna finns experter, debattörer, forskare, lekmän och de som var på plats när det hände, bland andra Erik Niva, Alexander Bard, Anders Lundin, Gustav Fridolin, Jan Gradvall, Kristian Luuk, Jessika Gedin, Åsa Linderborg, Edward Blom och Lasse Kronér.
Säsong 2 som hade temat "10 sidor av svensken" bestod av 10 program samt två bonusprogram innehållande extramaterial från den sverigeresa som utgjorde inslag i programserien. Efter att gått under våren och hösten 2013 lades serien på is inför 2014 med anledning av sviktande tittarsiffror.

## Säsong 1
| Avsnitt | Tema                                      | Innehåll | Gäster | Datum         | Tittarsiffror |
| ------- | ----------------------------------------- | --- | --- | ------------- | ------------- |
| 1       | Svensken lär sig njuta av livet           | Införandet av systembolaget, industrisemestern och Skara stadga.                                              | Edward Blom m.fl. | 8 april 2013  | 323 000       |
| 2       | Svensken sneglar utomlands                | Den första charterresan, vikingarnas härjningar, finansvalpar, skatteflyktingar och reformationen.            | Filip & Fredriks mammor, Lennart Ekdahl, Björn Kjellman, charterexperten Thomas von Seth, ekonomiprofessorn Micael Dahlén | 15 april 2013 | 231 000       |
| 3       | Svensken som pionjär                      | Föräldraförsäkringen, tryckfriheten, potatisen och den första webbplatsen.                                    | Martin Melin, Herman Lindqvist, Malou von Sivers, Gustav Fridolin, Johan Stael von Holstein, Nick Borgen, Edward Blom     | 22 april 2013 | 200 000       |
| 4       | De svenska undren                         | Kreugerkraschen, folkpensionen, folkparkerna, IKEA och Nobelpriset.                                           | Hans Wiklund, Eva Rusz, Jan Gradvall, Ian Haugland, Anders Öfvergård, Herman Lindqvist, Claes Månsson                     | 29 april 2013 | 212 000       |
| 5       | Svensken skräms från vettet               | Mellanölet, aids-paniken och U-137.                                                                           | Stig-Björn Ljunggren, Carl-Johan De Geer, Jessika Gedin, Hans Wiklund, Bengt Alsterlind, Edward Blom                      | 6 maj 2013    | 222 000       |
| 6       | Svensken och underhållningen              | Norrmalmstorgsdramat, kickers, Astrid Lindgren, OS 1912, Carolas genombrott och kräftskivan.                  | Claes Elfsberg, Stig-Björn Ljunggren, Eva Rusz, Bert Karlsson, Ida Hult, Edward Blom                                      | 13 maj 2013   | 260 000       |
| 7       | Svensken som pionjär                      | | | 20 maj 2013   | 202 000       |
| 8       | Svensken får hybris                       | Unionsupplösningen, Boforsaffären, p-pillret, hotshoten och Stockholms blodbad.                               | Olle Waller, Ida Hult, Åsa Linderborg, Anna Maria Forsberg, Stig-Björn Ljunggren, Edward Blom                             | 27 maj 2013   | 207 000       |
| 9       | Svensken lär sig släppa loss fullständigt | Jimi Hendrix på Grönan, första mobiltelefonen, kärnvapen, Göteborgskravallerna och Palmes uttalande om Hanoi. | Jan Gradvall, Kee Marcello, Janne Josefsson, Micael Dahlén, Åsa Linderborg                                                | 3 juni 2013   | 195 000       |
| 10      | De viktigaste svenska ögonblicken         | De sju viktigaste händelserna som format Sverige. Sverige kristnas, Zlatans födelse, Den svenska köttbullen.  | Edward Blom, Gunilla Kinn, Stig-Björn Ljunggren, Erik Niva, David Lagercrantz, Herman Lindqvist                           | 10 juni 2013  | 190 000       |

## Säsong 2
| Avsnitt | Tema                       | Innehåll | Gäster                               | Datum             | Tittarsiffror |
| ------- | -------------------------- | --- | ------------------------------------ | ----------------- | ------------- |
| 1       | Svensken och barndomen     | Fredrik bjuder ett gäng pensionärer på guidad tur genom Filips barndom i Köping. Björne med Jörgen Lantz.                                 | Peter Apelgren, Sigge Eklund         | 30 september 2013 | 201 000       |
| 2       | Svensken och pengarna      | Filip & Fredrik träffar Nils-Göran Ekdahl i Nyköping och som under 14 år åkt runt på rollerblades och samlat burkar. Sverker Olofsson.    | Henrik Schyffert, Carolina Neurath   | 7 oktober 2013    | 152 000       |
| 3       | Svensken och mat och dryck | Filip & Fredrik är på Skavsta flygplats.                                                                                                  | Johan Petersson, Johanna Westman     | 14 oktober 2013   | 151 000       |
| 4       | Svensken och djuren        | Filip & Fredrik träffar Kamelbonden. | Mattias Klum, Anders Johansson       | 21 oktober 2013   | 137 000       |
| 5       | Svensken och sommaren      | Filip & Fredrik crashar ett bröllop iförda diskokläder.                                                                                   | Gry Forssell, David Batra            | 28 oktober 2013   | 120 000       |
| 6       | Svensken och fåfängan      | Fredrik piercar sin bröstvårta. Ola-Conny som fotomodell.                                                                                 | Christer Lindarw, Özz Nûjen          | 4 november 2013   | 145 000       |
| 7       | Svensken och helgen        | Filip och Fredrik går på gudstjänst och kyrkkaffe. Shima och Filip gör Grevinnan och betjänten.                                           | Shima Niavarani, Peter Settman       | 11 november 2013  | 151 000       |
| 8       | Svensken och sexet         | Dildoparty i Smedjebacken i Dalarna. Den odödliga klassikern "Jag hör hur de ligger med varandra på våningen ovanför" med Magnus Carlson. | Babben Larsson, Linn Heed Ackerfeldt | 18 november 2013  | 140 000       |
| 9       | Svensken och hemmet        | Besök i "Lilla Versaille" i Malmö. Fredrik tävlar mot karatemästare Stephanie Kaup om att ta sig ut ur en friggebod.                      | Martin Timell, Adam Alsing           | 25 november 2013  | 184 000       |
| 10      | Svensken och julen         | Filip & Fredrik tävlar om vem som är bäst Julvärd. Bränner en Gävlebock med Liam Norberg. Ebbot sjunger Stilla Natt.                      | Måns Möller, Johan Glans             | 2 december 2013   | 169 000       |
| Bonus   | Sverigeresan del 1         | Vissa av inslagen, och inte tidigare visat extramaterial, från Filip & Fredriks sverigeresa                                               |                                      |                   |               |
| Bonus   | Sverigeresan del 2         | Vissa av inslagen, och inte tidigare visat extramaterial, från Filip & Fredriks sverigeresa                                               |                                      |                   |               |